# Roc Gros
El Roc Gros és una muntanya de 1.960 metres que es troba al municipi del Pont de Bar, a la comarca de l'Alt Urgell.